# 지산동 (평택시)
지산동(芝山洞)은 경기도 평택시 북부(송탄 지역)에 있는 동이다.

## 역사
지산동은 평택시 북부 지역의 중앙에 위치하고 있으며 송탄읍, 당시 중심지역인 탄현·좌동이 포함되어 있고 지산이란 지명은 야산에 떼가 무성하다 하여 잔디 지(芝)자와 뫼 산(山)자를 써서 지산이라고 하였다.

## 법정동
- 지산동

## 교육
- 평택지산초등학교